# Lophocolea muhavurensis
Lophocolea muhavurensis là một loài rêu tản trong họ Lophocoleaceae. Loài này được (S.W. Arnell) S.W. Arnell ex Pocs miêu tả khoa học lần đầu tiên năm 1979.